# Lamb of God
Lamb of God – amerykański zespół wykonujący szeroko pojętą muzykę heavymetalową, zaliczany do nurtu New Wave of American Heavy Metal. Powstał w 1994 roku w Richmond w stanie Wirginia. Do 1999 roku zespół działał pod nazwą Burn the Priest. W skład formacji wchodzą: wokalista Randy Blythe, gitarzyści Mark Morton i Willie Adler, basista John Campbell oraz perkusista Chris Adler.

## Muzyka i teksty
Powszechnie kategoryzowany jako przedstawiciel groove metalu kwartet w swej twórczości odwołuje się ponadto do takich stylów jak: metalcore, metal alternatywny, speed metal, thrash metal, heavy metal i death metal. W muzyce Lamb of God występują charakterystyczne elementy, takie jak tłumione riffy i niestandardowa budowa piosenek. Ich teksty dotyczą nierzadko polityki, kapitalizmu („As the Palaces Burn”, „Vigil”), amerykańskiej historii („In Defense of Our Good Name”), wojny („Ashes of the Wake”), religii („Ruin”), używek („11th Hour”, „Pariah”) oraz innych tematów.
„Gramy muzykę, która rozdziela linię pomiędzy progresywnym i tradycyjnym rockiem” – wyjaśnia Campbell. „Myślę, że tworzymy progresywny rock bardziej przystępnym do słuchania bez zaniżania jego progresywności. Kompleksowość naszej muzyki przemawia do ludzi lubiących techniczne granie, lecz aranżacje nie są tak ekstremalne, by nie trafić w gusta zwykłych słuchaczy. To dobra równowaga.” (zaczerpnięte z oficjalnej strony zespołu)

## Historia

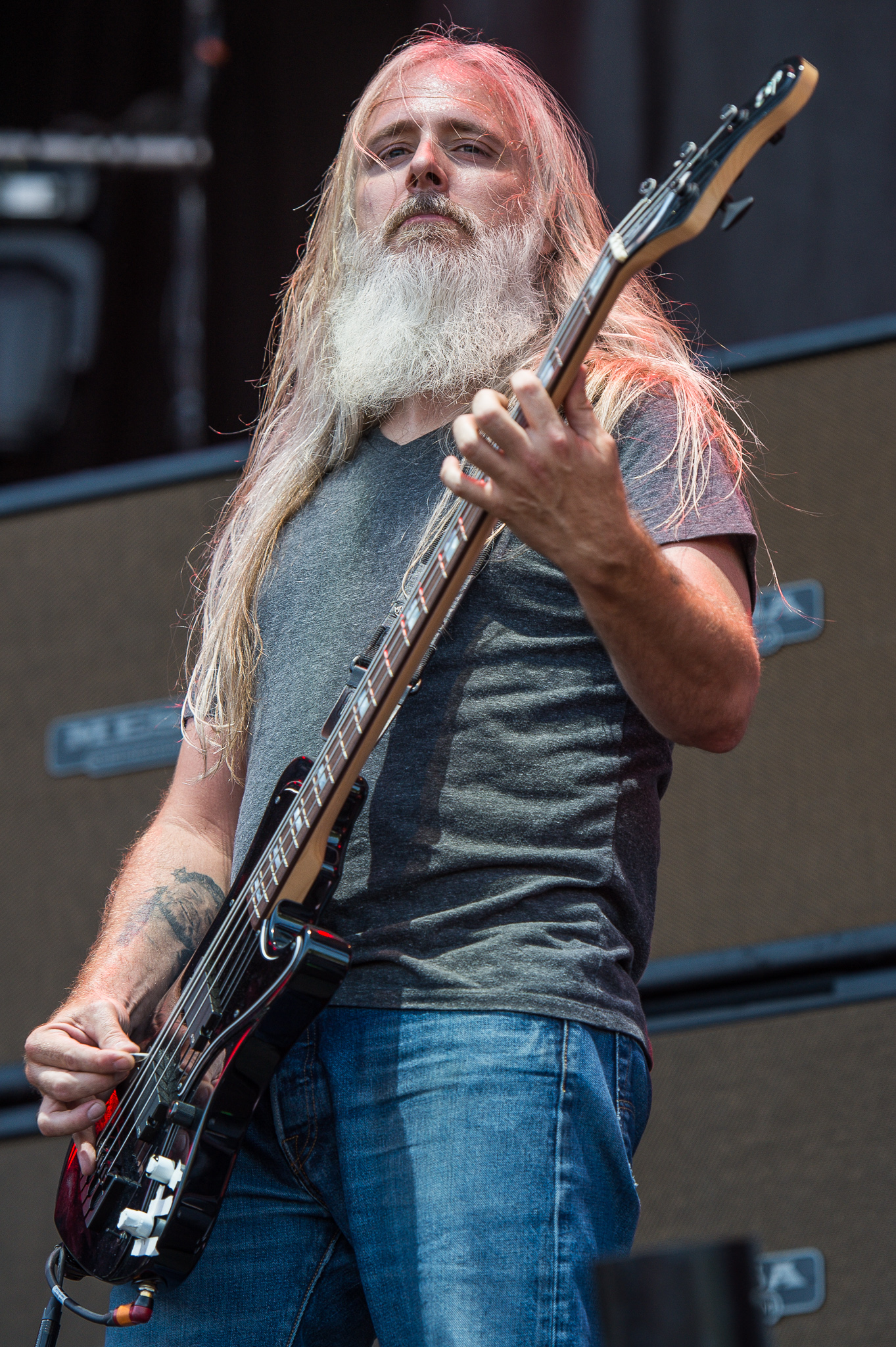
John Campbell, 2015

Zespół został założony w 1994 roku pod nazwą Burn the Priest przez gitarzystów Marka Mortona i Matta Connera, basistę Johna Campbella oraz perkusistę Chrisa Adlera. Członkowie zespołu poznali się w trakcie studiów na Uniwersytecie Virginia Commonwealth. Wkrótce po powstaniu zespołu skład opuścili Morton i Conner, motywując swą decyzję koncentracją na nauce. Adler i Campbell podjęli się kontynuacji gry w zespole z Abem Spearem, który objął funkcję gitarzysty. W 1995 roku do składu dołączył wokalista Randy Blythe wraz z którym muzycy zarejestrowali pierwsze demo. Dwa lata później grupa nagrała split wraz z zespołem ZED, który trafił do sprzedaży nakładem niewielkiej oficyny Goatboy Farms. Również w 1997 roku do składu powrócił Mark Morton w roli drugiego gitarzysty. Kolejne wydawnictwo, także split, tym razem z formacją Agents of Satan ukazało się w 1998 roku.
13 kwietnia 1999 roku nakładem wytwórni muzycznej Legion Records ukazał się debiutancki album zespołu zatytułowany Burn the Priest. Nagrania zostały wyprodukowane przez gitarzystę i wokalistę zespołu Today Is the Day – Steve’a Austina. W międzyczasie skład opuścił Spear, którego zastąpił młodszy brat Adlera – Willie. W odnowionym składzie grupa podpisała umowę z wytwórnią Prosthetic Records, a także zmieniła nazwę na Lamb of God. 26 września 2000 roku na mocy nowego kontraktu ukazał się pierwszy album formacji pod nową nazwą – zatytułowany New American Gospel. Wydawnictwo było promowane teledyskiem do utworu „Black Label”, a także trwającą dwa lata trasą koncertową. Kolejny album zespołu pt. As the Palaces Burn ukazał się 3 maja 2003 roku. Wydawnictwo przysporzyło zespołowi pierwszego sukcesu komercyjnego. Album uplasował się na 64. miejscu listy Billboard 200 w Stanach Zjednoczonych. W trakcie trasy koncertowej promującej płytę zespół zarejestrował pierwszy album wideo – Terror and Hubris, który został wydany 13 stycznia 2004 roku.
31 sierpnia, także 2004 roku ukazał się następny album studyjny Lamb of God pt. Ashes of the Wake. Umowa o dystrybucję z Epic Records pozwoliła grupie na szerszy udział w rynku muzycznym. Wydawnictwo dotarł do 27. miejsca listy Billboard 200 znalazłszy 35 tys. nabywców przeciągu tygodnia od dnia premiery. W utworze tytułowym gościli gitarzyści Alex Skolnick, znany z występów w zespole Testament oraz Chris Poland, były członek formacji Megadeth. Promocja Ashes of the Wake została poparta intensywną trasę koncertową. Muzycy uczestniczyli m.in. w objazdowych festiwalach Ozzfest 2004 i Sounds of the Underground 2005. Rozliczne występy sceniczne grupa udokumentowała koncertowym albumem Killadelphia, który trafił do sprzedaży w maju 2005 roku. Dwa miesiące później wydawnictwo to, wydane w formie DVD uzyskało status złotej płyty w Stanach Zjednoczonych. Natomiast dwa lata później nagrania zostały wyróżnione platynową płytą. 22 sierpnia 2006 roku ukazał się czwarty album studyjny grupy zatytułowany Sacrament. Produkcja znalazła ponad 60 tys. nabywców w tydzień od premiery, plasując się na 8. miejscu amerykańskiej listy przebojów.

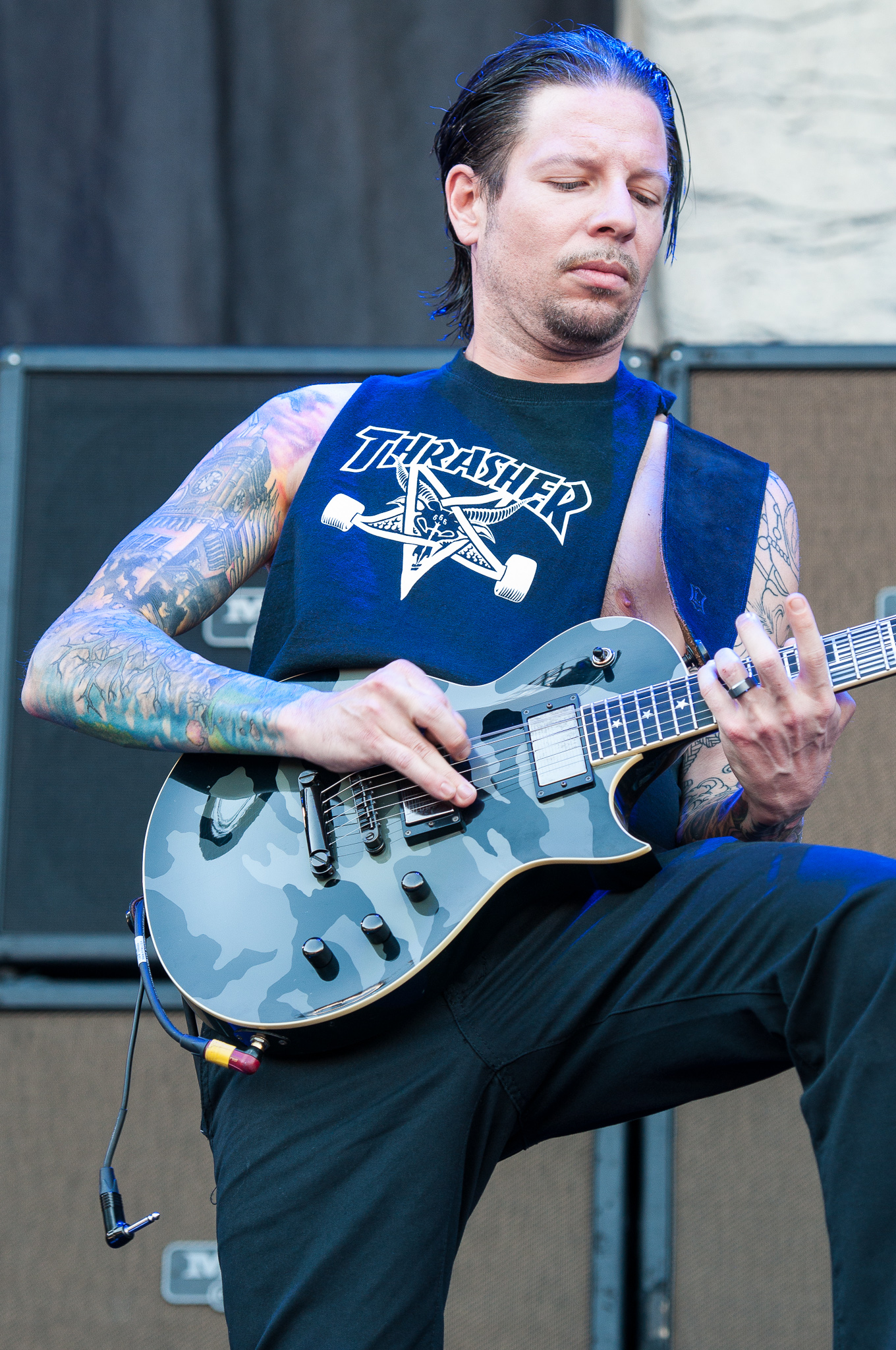
Willie Adler, 2015

Wydawnictwo – Sacrament było także pierwszym, które spotkało się z szerszym zainteresowaniem na rynku międzynarodowym. Płyta trafiła na listy przebojów w Australii i Wielkiej Brytanii, plasując się, odpowiednio na 22. i 89 miejscu. Zespół promował album w ramach trasy koncertowej The Unholy Alliance 2006 m.in. u boku takich zespołów jak Slayer, czy Mastodon. Muzycy koncertowali ponadto w ramach Ozzfest oraz Gigantour, poprzedzając występy Megadeth. Rok później zespół uzyskał nominację do nagrody Grammy w kategorii Best Metal Performance z utworem „Redneck”. 10 czerwca 2008 roku do sprzedaży trafił trzeci album wideo Lamb of God pt. Walk with Me in Hell. Wydawnictwo odniosło sukces komercyjny w USA, uzyskując, wkrótce po premierze status złotej, a następnie – rok później platynowej płyty. 24 lutego 2009 roku ukazał się piąty album grupy zatytułowany Wrath. Materiał trafił do sprzedaży w Stanach Zjednoczonych nakładem Epic Records, natomiast na rynku międzynarodowym dzięki Roadrunner Records.
Album znalazł w USA niespełna 70 tys. nabywców w przeciągu tygodnia od dnia premiery. Promowany teledyskiem do utworu „Set to Fail” materiał trafił ponadto m.in. na listy przebojów w Finlandii, Australii i Japonii. Ponadto w ramach promocji grupa dała szereg koncertów, m.in. poprzedzając występy Metalliki podczas World Magnetic Tour. Pod koniec trasy koncertowej Mortona ze względów rodzinnych zastąpił Buz McGrath, znany z występów w zespole Unearth. Rok później kompozycja „Set to Fail” przysporzyła grupie kolejnej nominacji do nagrody Grammy. Następnie, w czerwcu, także 2010 roku ukazała się pierwsza kompilacja nagrań Lamb of God pt. Hourglass. 24 stycznia 2012 roku ukazał się szósty album zespołu zatytułowany Resolution. Płyta dotarła do 2. miejsca amerykańskiej listy przebojów, jednakże osiągnęła znaczeni niższą sprzedaż w stosunku do poprzedniej z wynikiem 52 tys. kopii w pierwszym tygodniu od premiery. W listopadzie tego samego roku czeska prokuratura złożyła przeciwko Randy’emu Blythe akt oskarżenia, stawiając zarzuty uszkodzenia ciała, które doprowadziły do śmierci uczestnika koncertu w Pradze 24 maja 2010 roku. Muzyk miał zepchnąć podczas koncertu ze sceny 19-letniego mężczyznę z publiczności, który w wyniku tego odniósł obrażenia i po 14 dniach zmarł w szpitalu. 27 czerwca 2012 roku Blythe został zatrzymany w Czechach i tymczasowo aresztowany. 2 sierpnia został zwolniony z aresztu po wniesieniu kaucji w wysokości ok. 400 000 dolarów. Blythe został uniewinniony ze wszystkich postawionych mu zarzutów 5 marca 2013.

## Muzycy

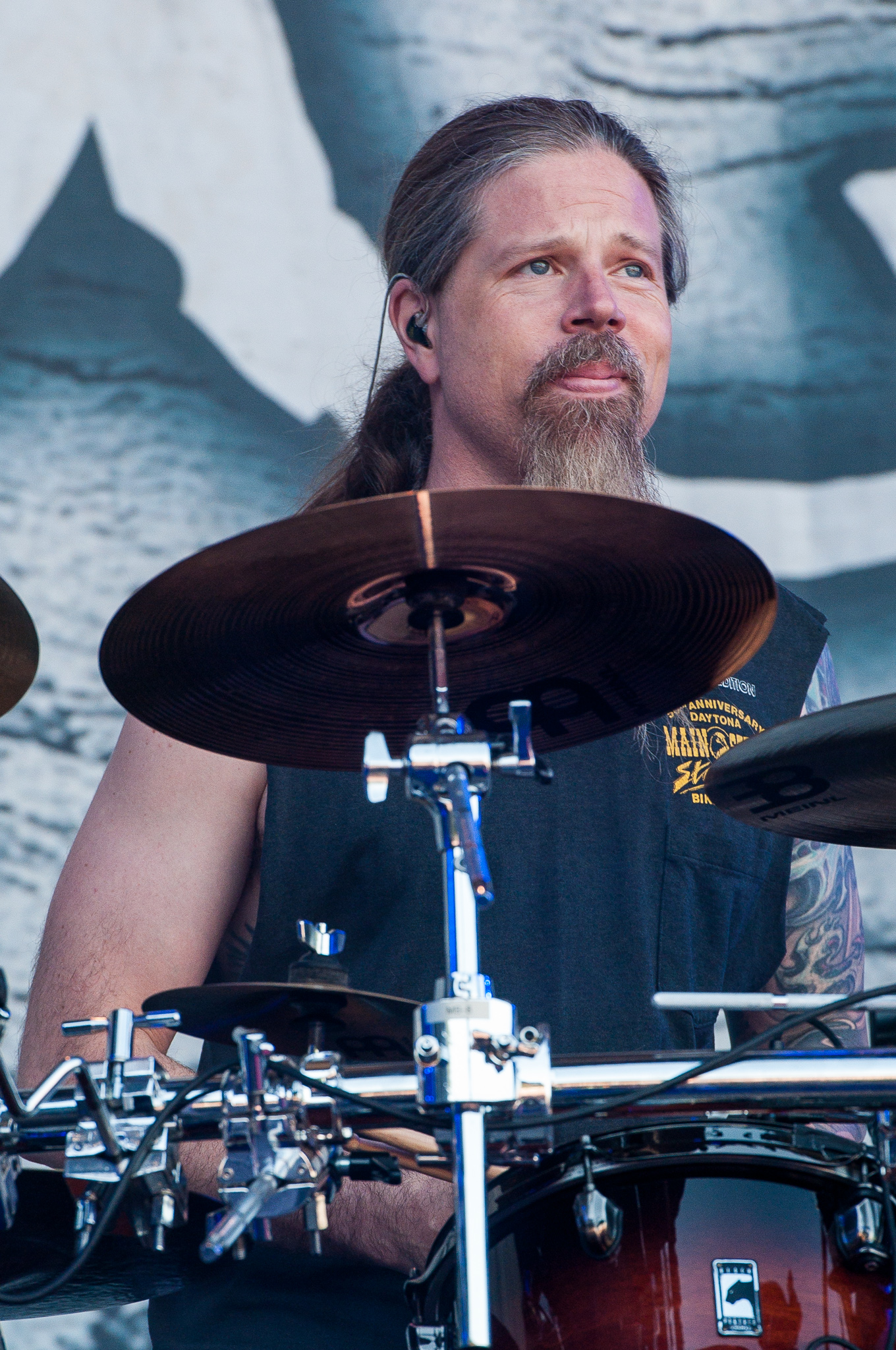
Chris Adler, 2015

| Obecny skład zespołu - Randy Blythe – wokal (od 1995) - Mark Morton – gitara prowadząca (1994, od 1997) - Willie Adler – gitara rytmiczna (od 1999) - John Campbell – gitara basowa (od 1994) - Art Cruz – perkusja (od 2019) Byli członkowie zespołu - Matt Conner – gitara rytmiczna (1994) - Abe Spear – gitara rytmiczna (1994–1999), gitara prowadząca (1994-1997) - Chris Adler – perkusja (1994-2019) |  | Muzycy koncertowi - Doc Coyle – gitara prowadząca (2009) - Buz McGrath – gitara prowadząca (2009) - Matt DeVries – gitara basowa (2013) - Paul Waggoner – gitara prowadząca (2014) |

Oś czasu

## Dyskografia
Albumy studyjne
| New American Gospel         | - Data: 26 września 2000 - Wydawca: Prosthetic Records            | –  | –  | –  | –  | –  | –  | –  | –  | –  | - USA: 100 tys.+ |                                       |
| As the Palaces Burn         | - Data: 6 maja 2003 - Wydawca: Prosthetic Records                 | 64 | –  | –  | –  | –  | –  | –  | –  | –  | - USA: 270 tys.+ |                                       |
| Ashes of the Wake           | - Data: 31 sierpnia 2004 - Wydawca: Epic Records                  | 27 | –  | –  | –  | –  | –  | –  | –  | –  | - USA: 500 tys.+ | - USA: złota płyta - CAN: złota płyta |
| Sacrament                   | - Data: 22 sierpnia 2006 - Wydawca: Epic Records                  | 8  | –  | 25 | 89 | –  | –  | –  | –  | –  | - USA: 185 tys.+ | - CAN: złota płyta                    |
| Wrath                       | - Data: 24 lutego 2009 - Wydawca: Epic Records                    | 2  | 1  | 8  | 25 | 59 | 61 | 35 | 5  | 52 | - USA: 170 tys.+ |                                       |
| Resolution                  | - Data: 24 stycznia 2012 - Wydawca: Epic Records                  | 2  | 2  | 3  | 19 | 56 | 37 | 21 | 5  | 36 | - USA: 101 tys.+ |                                       |
| VII: Sturm und Drang        | - Data: 24 lipca 2015 - Wydawca: Epic Records                     | 3  | 1  | 2  | 7  | 69 | 12 | 19 | 3  | 13 | - USA: 75 tys.+  |                                       |
| Lamb of God                 | - Data: 19 czerwca 2020 - Wydawca: Epic Records / Nuclear Blast   | 15 | 11 | 5  | 16 | 39 | 7  | –  | 6  | 44 | - USA: 27 tys.+  |                                       |
| Omens                       | - Data: 7 paźdernika 2022 - Wydawca: Epic Records / Nuclear Blast | 15 | 9  | –  | 34 | –  | 21 | –  | 10 | 62 | - USA: 19 tys.+  |                                       |
| „–” album nie był notowany. |                                                                   |    |    |    |    |    |    |    |    |    |                  |                                       |

Albumy wideo
| Terror and Hubris           | - Data: 13 stycznia 2004 - Wydawca: Epic Records | 31 | – |                                                              |
| Killadelphia                | - Data: 10 maja 2005 - Wydawca: Epic Records     | 4  | – | - USA: platynowa płyta - CAN: platynowa płyta                |
| Walk with Me in Hell        | - Data: 10 czerwca 2008 - Wydawca: Epic Records  | 2  | 3 | - USA: platynowa płyta - CAN: złota płyta - AUS: złota płyta |
| „–” album nie był notowany. |                                                  |    |   |                                                              |

Minialbumy
| Tytuł       | Dane dot. albumu                                  | Pozycja na liście | Sprzedaż         |
| Tytuł       | Dane dot. albumu                                  | USA               | Sprzedaż         |
| ----------- | ------------------------------------------------- | ----------------- | ---------------- |
| The Duke EP | - Data: 18 listopada 2016 - Wydawca: Epic Records | 85                | - USA: 8,3 tys.+ |

Albumy koncertowe
| Tytuł        | Dane dot. albumu                                |
| ------------ | ----------------------------------------------- |
| Killadelphia | - Data: 13 grudnia 2005 - Wydawca: Epic Records |

Kompilacje
| Tytuł     | Dane dot. albumu                               |
| --------- | ---------------------------------------------- |
| Hourglass | - Data: 1 czerwca 2010 - Wydawca: Epic Records |

Pozostałe
| Tytuł                                                    | Dane dot. albumu                                   |
| -------------------------------------------------------- | -------------------------------------------------- |
| Burn the Priest / ZED (jako Burn the Priest)             | - Data: 1997 - Wydawca: Goatboy Farms              |
| Burn the Priest / Agents of Satan (jako Burn the Priest) | - Data: 1998 - Wydawca: Deaf American              |
| Burn the Priest (jako Burn the Priest)                   | - Data: 13 kwietnia 1999 - Wydawca: Legion Records |
| Legion: XX (jako Burn the Priest)                        | - Data: 18 maja 2018 - Wydawca: Epic Records       |

## Teledyski

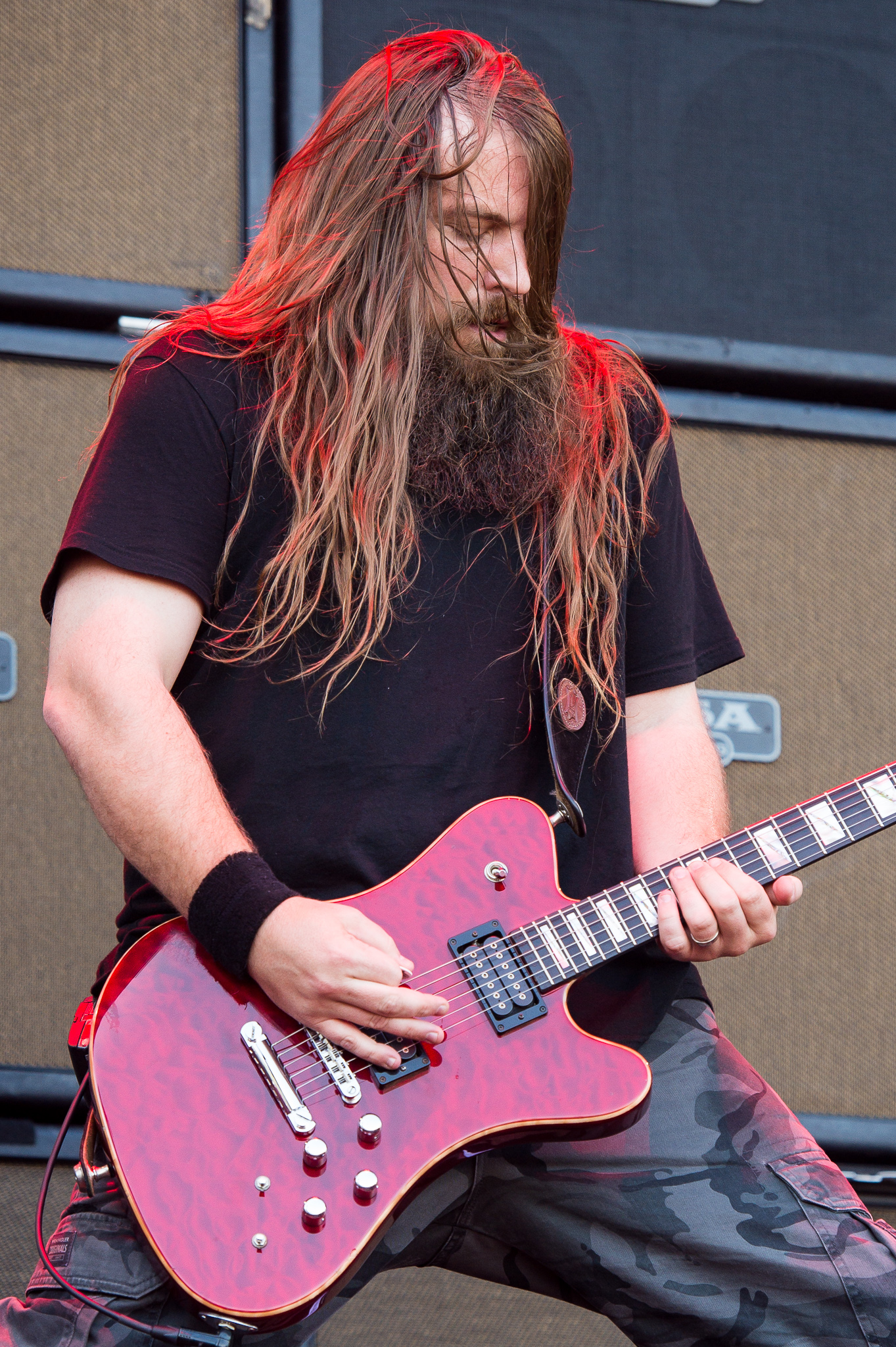
Mark Morton, 2015

| Tytuł                                          | Rok  | Reżyseria                  | Album                | Źródło |
| ---------------------------------------------- | ---- | -------------------------- | -------------------- | ------ |
| „Black Label”                                  | 2002 | Will Carsola               | New American Gospel  | [ 52 ] |
| „11th Hour”                                    | 2003 | Jason Joseph               | As The Palaces Burn  | [ 53 ] |
| „Ruin”                                         | 2003 | Dan Rush                   | As The Palaces Burn  | [ 54 ] |
| „As the Palaces Burn”                          | 2003 | Dan Rush                   | As The Palaces Burn  | [ 55 ] |
| „Laid to Rest”                                 | 2004 | Chris Sims                 | Ashes Of The Wake    | [ 56 ] |
| „Now You’ve Got Something to Die For”          | 2005 | Doug Spangenberg           | Ashes Of The Wake    | [ 57 ] |
| „Redneck”                                      | 2006 | Bill Fishman               | Sacrament            | [ 58 ] |
| „Walk with Me in Hell”                         | 2008 | Doug Spangenberg           | Sacrament            | [ 59 ] |
| „Set to Fail”                                  | 2009 | Doug Spangenberg           | Wrath                | [ 60 ] |
| „Ghost Walking”                                | 2011 | Moreframes Animation       | Resolution           | [ 61 ] |
| „Desolation”                                   | 2012 | Don Argott                 | Resolution           | [ 62 ] |
| „Vigil”                                        | 2013 | Don Argott                 | As The Palaces Burn  | [ 63 ] |
| „512”                                          | 2015 | Jorge Torres-Torres        | VII: Sturm und Drang | [ 64 ] |
| „Overlord”                                     | 2015 | Jorge Torres-Torres        | VII: Sturm und Drang | [ 65 ] |
| „Embers”                                       | 2016 | Zev Deans                  | VII: Sturm und Drang | [ 66 ] |
| „Inherit the Earth” (jako Burn the Priest)     | 2018 | Travis Shinn               | Legion : XX          | [ 67 ] |
| „Kerosene” (jako Burn the Priest)              | 2018 | Zev Deans                  | Legion : XX          | [ 68 ] |
| „Jesus Built My Hotrod” (jako Burn the Priest) | 2018 | –                          | Legion : XX          | [ 69 ] |
| „Checkmate”                                    | 2020 | –                          | Lamb of God          | [ 70 ] |
| „Memento Mori”                                 | 2020 | Tom Flynn, Mike Watts      | Lamb of God          | [ 71 ] |
| „Gears”                                        | 2020 | Tom Flynn, Mike Watts      | Lamb of God          | [ 72 ] |
| „Ghost Shaped People”                          | 2021 | Truman Kewley, Eddie Perez | Lamb of God          | [ 73 ] |
| „Nevermore”                                    | 2022 | –                          | Omens                | [ 74 ] |
| „Ditch”                                        | 2022 | Tom Flynn, Mike Watts      | Omens                | [ 75 ] |

## Nagrody i wyróżnienia
| Rok  | Kategoria                        | Tytułem                   | Nagroda                         | Nota      | Źródło |
| ---- | -------------------------------- | ------------------------- | ------------------------------- | --------- | ------ |
| 2007 | Best Metal Performance           | „Redneck”                 | Nagroda Grammy                  | Nominacja | [ 16 ] |
| 2009 | Best International Band          | Lamb of God               | Metal Hammer Golden Gods Awards | Nominacja | [ 76 ] |
| 2009 | Shredder(s)                      | Mark Morton, Willie Adler | Metal Hammer Golden Gods Awards | Nominacja | [ 76 ] |
| 2009 | Best Album                       | Wrath                     | Metal Hammer Golden Gods Awards | Nominacja | [ 76 ] |
| 2010 | Best Metal Performance           | „Set to Fail”             | Nagroda Grammy                  | Nominacja | [ 19 ] |
| 2010 | Best International Band          | Lamb of God               | Metal Hammer Golden Gods Awards | Laur      | [ 77 ] |
| 2011 | Best Metal Performance           | „In Your Words”           | Nagroda Grammy                  | Nominacja | [ 78 ] |
| 2012 | Best Hard Rock/Metal Performance | „Ghost Walking”           | Nagroda Grammy                  | Nominacja | [ 79 ] |
| 2012 | Best International Band          | Lamb of God               | Metal Hammer Golden Gods Awards | Laur      | [ 80 ] |
| 2015 | Best Metal Performance           | „512”                     | Nagroda Grammy                  | Nominacja | [ 81 ] |
| 2016 | Best Live Band                   | Lamb of God               | Metal Hammer Golden Gods Awards | Laur      | [ 82 ] |